# Casquete esférico

El casquete esférico es la sección superior (de color púrpura).

Un casquete esférico, en geometría, es la parte de una esfera cortada por un plano. Si dicho plano pasa por el centro de la esfera, la altura del casquete es igual al radio de la esfera, y el casquete esférico será un hemisferio (semiesfera).

## Superficie y volumen
Si el radio de la esfera es {\displaystyle r\,}, el radio de la base del casquete {\displaystyle a\,}, y la altura del casquete {\displaystyle h\,}, el área de la superficie curva del casquete esférico es:

{\displaystyle A_{c}=2\pi rh\,}

el radio de la esfera se lo puede relacionar con el radio de la base del casquete y con la altura de este a través del teorema de Pitágoras:

{\displaystyle (r-h)^{2}+a^{2}=r^{2}\,}
{\displaystyle r^{2}+h^{2}-2rh+a^{2}=r^{2}\,}
{\displaystyle r={\frac {a^{2}+h^{2}}{2h}}}

reemplazando esto en la fórmula anterior del área se obtiene otra fórmula en función de {\displaystyle a\,} y {\displaystyle h\,}.

{\displaystyle A=2\pi {\frac {(a^{2}+h^{2})}{2h}}h=\pi (a^{2}+h^{2})\,}

El volumen del casquete esférico es:

{\displaystyle V={\frac {\pi h}{6}}(3a^{2}+h^{2})}

Otra expresión para hallar el volumen del casquete esférico, en función del radio de la esfera y de la altura del casquete, es:

{\displaystyle V_{c}={\frac {\pi h^{2}}{3}}(3r-h)}

## Demostración
Las fórmulas anteriores salen por medio de cálculo de volúmenes utilizando integrales definidas.
A partir del Teorema de Pitágoras, obtenemos que:

{\displaystyle (r-h)^{2}+a^{2}=r^{2}\,}

De ahí se puede calcular explícitamente a y aplicando el método de los discos (véase sólido de revolución), se obtiene:

{\displaystyle \int \pi a^{2}\,dh=V_{c}}

π sale de la integral ya que es una constante, y resolviendo el producto notable queda:

{\displaystyle V_{c}=\pi \int (2rh-h^{2})\,dh=\pi \left(rh^{2}-{\frac {h^{3}}{3}}\right)={\frac {1}{3}}\pi h^{2}(3r-h)}